# Copland (film)
Pour les articles homonymes, voir Copland.
Pour plus de détails, voir Fiche technique et Distribution.
Copland  ou Détectives au Québec (Cop Land)  est un film policier américain écrit et réalisé par James Mangold et sorti en 1997.

## Synopsis
À Garrison, dans le New Jersey, les policiers new-yorkais font régner la loi — leur loi. Cette ville de banlieue, surnommée « Cop Land », sert de cité-dortoir aux policiers du NYPD.
Freddy Heflin, le shérif local, a toujours rêvé d'être des leurs, mais il est sourd de l'oreille droite. On lui accorde tout juste le droit de régler la circulation ! Jusqu'au jour où Murray Babitch, un jeune officier de police surnommé « Superboy », commet une bavure. Refusant de laisser plonger leur collègue, les résidents le couvrent et le font « disparaître » en laissant croire qu’il a sauté d’un pont pour se suicider. Son corps n’ayant, évidemment, pas été retrouvé, ses obsèques sont organisées avec son seul uniforme dans le cercueil.
La tension monte lorsque Moe Tilden, des Affaires Internes, est dépêché sur place. Il soupçonne rapidement la mise en scène policière et s'efforce de rallier Freddy à son enquête. Fatigué et résigné, celui-ci adopte une attitude passive. Entre la femme dont il est secrètement amoureux, les hommes qu'il admire et la justice dont il est le représentant, le shérif se retrouve en plein dilemme.
Freddy choisit d'être un bon flic de quartier. Son infirmité lui interdit d'intégrer le prestigieux NYPD. Il vole les dossiers Garrison que le maire mafieux vient de classer avec les nombreux meurtres, non élucidés, d'officiers et autres opposants à la mafia. Freddy apprend l'enlèvement par les flics ripoux du jeune policier "Superboy". Il décide de le sauver des flics soumis à Ray Donlan, un ancien flic du NYPD devenu boss de la mafia qui dirige "Cop Land" à Garrison. Freddy libère Superboy de Ray Donlan et de ses hommes de mains mafieux qu'il tue en état de légitime défense. Il passe ensuite le pont de Garrison et atteint le NYPD de New York pour remettre Superboy au lieutenant Moe Tilden, des services internes d'inspection de la police de New York, qui n'arrivait pas à inculper Ray Dolan et les flics de Garrison et qui lui avait demandé son aide. Le jeune flic Superboy témoigne ensuite en procès contre les mafieux de Garrison dont il  dévoile les meurtres perpétrés à partir des dossiers du shérif Freddy Heflin qui l'a sauvé d'une mort programmée et qui peut prouver les meurtres impunis.

## Fiche technique
Sauf indication contraire, les informations mentionnées dans cette section peuvent être confirmées par la base de données cinématographiques IMDb,  présente dans la section « Liens externes ».
- Titre original : Cop Land
- Titre français : Copland
- Titre québécois : Détectives
- Réalisation et scénario : James Mangold
- Musique : Howard Shore
- Directeur de la photographie : Eric Alan Edwards
- Montage : Craig McKay
- Distribution des rôles : Todd M. Thaler
- Direction artistique : Wing Lee
- Décors : Lester Cohen
- Décorateur de plateau : Karin Wiesel
- Costumes : Ellen Lutter
- Producteurs : Cathy Konrad, Ezra Swerdlow et Cary Woods
  - Coproducteur : Kerry Orent
  - Producteurs délégués : Meryl Poster, Bob et Harvey Weinstein
  - Producteurs associés : Christopher Goode, Richard Miller et Kevin King Templeton
- Sociétés de production : Miramax, Woods Entertainment et Across the River Productions
- Sociétés de distribution : Miramax, Gaumont Buena Vista International, RCV Film Distribution
- Pays de production :  États-Unis
- Langue originale : anglais
- Budget : 15 millions de dollars
- Format : Couleur Technicolor - Prints by Deluxe — 35 mm — 1,85:1 — son Dolby Digital
- Genre : policier
- Durée : 104 minutes, 116 minutes (version longue director's cut)
- Dates de sortie : 
  - États-Unis : 15 août 1997
  - France : 29 octobre 1997
- Classification :
  - États-Unis : R (Restricted)
  - France : tous publics[1]

## Distribution
Légende : VF : Voix françaises,, VQ : Voix québécoises
- Sylvester Stallone (VF : Richard Darbois et VQ : Pierre Chagnon) : le shérif Freddy Heflin
- Harvey Keitel (VF : Bernard Tiphaine et VQ : Hubert Fielden) : le lieutenant Ray Donlan
- Ray Liotta (VF : Bernard Gabay et VQ : Daniel Picard) : l'officier Gary « Figgsy » Figgis
- Robert De Niro (VF : Jacques Frantz et VQ : Hubert Gagnon) : le lieutenant Moe Tilden, du Bureau des Affaires Internes
- Peter Berg (VF : Maurice Decoster et VQ : François Trudel) : le sergent Joseph « Joey » Randone
- Janeane Garofalo (VF : Pascale Vital et VQ : Anne Dorval) : la shérif-adjointe Cindy Betts
- Robert Patrick (VF : Philippe Vincent et VQ : Bernard Fortin) : l'officier Jack « Jackie » Rucker
- Michael Rapaport (VF : Jérôme Rebbot et VQ : François Godin) : l'officier Murray « Superboy » Babitch
- Annabella Sciorra (VF : Juliette Degenne et VQ : Lisette Dufour) : Liz Randone
- Noah Emmerich (VF : Jacques Faugeron et VQ : Pierre Auger) : le shérif-adjoint Bill Geisler
- Cathy Moriarty (VF : Perrette Pradier et VQ : Anne Caron) : Rose Donlan
- John Spencer (VF : Pierre Hatet et VQ : Mario Desmarais) : Leo Crasky
- Frank Vincent (VQ : Yves Corbeil) : Vincent Lassaro, le président de la milice
- Malik Yoba (VF : Thierry Desroses ; VQ : Daniel Lesourd) : Carson
- Arthur J. Nascarella (VF : Bernard Tixier ; VQ : Ronald France [version cinéma] / Aubert Pallascio [version longue]) : Frank LaGunda
- Edie Falco : Berta, de la brigade de déminage
- Victor Williams : Russell Ames
- Paul Calderon : Hector, un infirmier
- Deborah Harry : Delores
- Vincent Laresca : Robert, un infirmier
- Brad Beyer (VQ : Jacques Lussier) : un jeune policier
- Method Man (VF : Bruno Dubernat ; VQ : Gilbert Lachance) : Shondel, le dangereux voyou sur le toit de l'immeuble
- Michael Gaston : Rubin, le détective de Los Angeles
- Bruce Altman : le conseiller Burt Handel
- P. J. Brown : un policier
- Robert John Burke : officier B.
- Geraldo Rivera : lui-même (non crédité)
- John Ventimiglia : officier Michael Vittorio
- Mel Gorham : Monica Lopez
- Tony Sirico : Tony "Toy" Torillo (photo seulement)

## Production

### Genèse et développement
Copland est la deuxième réalisation de James Mangold, deux ans après Heavy avec Liv Tyler.

### Attribution des rôles
Pour le rôle du shérif Heflin, Sylvester Stallone a grossi de vingt kilos. Plusieurs acteurs comme John Travolta, Tom Hanks, Gary Sinise et Tom Cruise ont été sollicités pour interpréter le rôle. Même Ray Liotta, qui joue dans le film, voulait l'incarner alors que Stallone voulait interpréter le rôle finalement tenu par Liotta. Al Pacino était envisagé pour le rôle Ray Donlan mais déclina l'offre.
Copland est le quatrième film que tournent Robert De Niro et Harvey Keitel ensemble (avec une scène en commun) après Mean Streets en 1973, Taxi Driver en 1976 et Falling in Love d'Ulu Grosbard en 1984. Ils se sont retrouvés, en 2004, dans Le Pont du roi Saint-Louis.
Peter Berg, qui joue ici l'officier Randone, a réalisé le film Very Bad Things dans lequel un personnage interprété par Steve Fitchpatrick porte le même nom.
Arthur J. Nascarella, qui joue Frank LaGunda et le père William Kalaidjian, qui "préside" les obsèques dans le film, ont réellement travaillé avec les services du NYPD.
En raison du budget assez restreint, les acteurs ont considérablement réduit leur cachet, quasiment au minium requis par la SAG-AFTRA[réf. nécessaire].
Robert De Niro et Ray Liotta se retrouvent 7 ans après Les Affranchis sorti en 1990.

### Tournage
Le tournage de Copland débute le 11 juillet 1996 et s'achève le 7 octobre 1996. Il s'est déroulé essentiellement dans le New Jersey, précisément dans les boroughs d'Edgewater, Cliffside Park, Fort Lee, Jersey City et Teaneck, mais également dans la ville de Garrison, à New York. Les séquences sous-marines ont été filmées aux Sony Pictures Studios, à Culver City, en Californie. La séquence d'ouverture fut filmée au pont George-Washington. Dans la scène finale, où l'on revoit le personnage de Robert De Niro, on peut remarquer que sa moustache est un peu plus longue que dans ses scènes précédentes. Cette scène a en effet été retournée après les jours de tournage prévus. De Niro était à ce moment sur le plateau de Jackie Brown de Quentin Tarantino.

### Musique
La musique du film est composée par Howard Shore et interprétée par l'orchestre philharmonique de Londres.
Par ailleurs, deux chansons figurant sur l'album The River de Bruce Springsteen, Drive All Night et Stolen Car, sont entendues dans le film.
Toute la musique est composée par Howard Shore.
| Liste des titres | Liste des titres                 | Liste des titres | Liste des titres | Liste des titres | Liste des titres | Liste des titres | Liste des titres | Liste des titres | Liste des titres |
| No               | Titre                            | Durée            |                  |                  |                  |                  |                  |                  |                  |
| ---------------- | -------------------------------- | ---------------- | ---------------- | ---------------- | ---------------- | ---------------- | ---------------- | ---------------- | ---------------- |
| 1.               | All Dressed Up In Blue           | 4:18             |                  |                  |                  |                  |                  |                  |                  |
| 2.               | Garrison, NJ                     | 1:44             |                  |                  |                  |                  |                  |                  |                  |
| 3.               | Yellow Betray Blue               | 3:31             |                  |                  |                  |                  |                  |                  |                  |
| 4.               | Local Boy Saves Drowning Teen    | 3:03             |                  |                  |                  |                  |                  |                  |                  |
| 5.               | Mashed Potatoes Don't Mean Gravy | 2:21             |                  |                  |                  |                  |                  |                  |                  |
| 6.               | The Sheriff Of Cop Land          | 2:37             |                  |                  |                  |                  |                  |                  |                  |
| 7.               | Pool Of Crimson                  | 4:37             |                  |                  |                  |                  |                  |                  |                  |
| 8.               | The Diagonal Rule                | 4:25             |                  |                  |                  |                  |                  |                  |                  |
| 9.               | Across The River                 | 4:58             |                  |                  |                  |                  |                  |                  |                  |
| 10.              | Big Blue Pow Wow                 | 2:28             |                  |                  |                  |                  |                  |                  |                  |
| 11.              | Without Looking At The Cards     | 4:06             |                  |                  |                  |                  |                  |                  |                  |
| 12.              | One Police Plaza                 | 2:03             |                  |                  |                  |                  |                  |                  |                  |
| 40:11            |                                  |                  |                  |                  |                  |                  |                  |                  |                  |

## Accueil

### Critiques
Copland a rencontré un succès critique dans les pays anglophones : le site Rotten Tomatoes lui attribue 71 % d'avis favorables dans la catégorie All Critics, sur la base de 59 commentaires et une note moyenne de 6.5⁄10 et 72 % d'avis favorables dans la catégorie Top Critics, sur la base de 18 commentaires et une note moyenne de 6.1⁄10, tandis que le site Metacritic lui attribue un score de 64⁄100, sur la base de 21 commentaires.

### Box-office
Le film démarre à la première place du box-office américain pour son premier week-end à l'affiche, avec un total de 13 510 482 $ dans une combinaison moyenne de 2 233 salles, mais perd 45,8 % d'évolution en recettes le week-end suivant avec 7 318 628 $, soit un cumul de 27 422 053 $. Finalement, Copland engrange 45 millions de dollars de recettes aux États-Unis, score correct au vu de son budget de 15 millions et rapporte 18,8 millions de dollars à l'étranger, faisant un cumul de 63,7 millions de dollars au box-office mondial.
En France, Copland a atteint le demi-million d'entrées sur le territoire, dont 184 214 entrées à Paris.
| Pays ou région | Box-office      | Date d'arrêt du box-office | Nombre de semaines |
| -------------- | --------------- | -------------------------- | ------------------ |
| États-Unis     | 44 862 187 $    | 14 septembre 1997          | 5                  |
| France         | 553 463 entrées | 19 novembre 1997           | 4                  |
| Total mondial  | 63 706 632 $    | –                          | –                  |

### Sortie vidéo
Sur le marché vidéo, Copland est d'abord sorti en VHS le 24 septembre 1998 en France et le 3 novembre 1998 aux États-Unis, puis fut distribué en DVD en édition simple le 20 mai 1998 en région 1 et le 10 mai 1999 en région 2. La version dite director's cut est sorti en DVD le 1er juin 2004 en région 1 et le 21 septembre 2005 en région 2. Cette version comprend le film avec le montage du réalisateur différent de celui sorti en salles, avec onze minutes supplémentaires et des bonus (making of, scènes coupées, commentaire audio et comparaison storyboard/film), qui n'étaient pas présents sur les éditions simples. En région 2, le film est réédité le 11 octobre 2011 par Studio Canal, qui a racheté le catalogue DVD de Miramax, en reprenant la version director's cut et sort pour la première fois en Blu-ray le 10 janvier 2012, contenant la version cinéma et la version du réalisateur et les bonus de la director's cut.

## Distinctions
Le film n'obtint qu'un seul prix : celui du meilleur acteur pour Sylvester Stallone au Festival du Film de Stockholm.

## Commentaire
Copland a permis de montrer Sylvester Stallone dans un contre-emploi à la fois physique, prenant 18,1 kilos pour le rôle, mais aussi artistique, en lui laissant mettre en valeur ses talents d'acteur. Le film fait un score correct au box-office et rencontre un bon accueil critique, la plupart saluant la performance de l'acteur. Mais en 2008, Stallone, ayant du mal à obtenir des rôles pendant huit ans, avoua que Copland avait fait du mal à sa carrière en raison des chiffres en deçà des attentes élevées qui avaient été fixées et des hésitations pour savoir s'il sortirait des films d'action pour interpréter des rôles plus dramatiques. L'acteur décrit cela comme « le début de la fin, pendant huit ans ».
Certains personnages (au nombre de 9 au total) de la série HBO Les Sopranos jouent également dans Copland. S'y trouvent ainsi : Carmela Soprano, Artie Bucco, Paulie Gualtieri, Gloria Trillo, Phil Leotardo, David Scatino, Carlo Gervasi, Frank Cubitoso, et Beansie.
Le film aurait pu concourir pour la Palme d'or au Festival de Cannes 1997. Mais Miramax déclina l'offre pour pouvoir remonter le film.